# 윤명찬
윤명찬(尹明燦, 1949년 ~ 2017년 12월 8일)은 조선민주주의인민공화국의 전 축구 선수이자 축구 감독이며, 1998년 탈북해 1999년 대한민국으로 귀순하였다. 선수 시절 180cm에 달하는 장신으로 인한 탄탄한 수비력에 강점이 있었던 것으로 알려져 있다.

## 생애
1949년 평양특별시 출신으로, 용북고등중학교, 평양사범대학을 졸업하였다. 그리고 1964년 2·8체육선수단에 입단해 스위퍼로 활동했으며, 1968년 조선민주주의인민공화국 축구 국가대표팀에 정식으로 데뷔하였다. 또한 1973년 이란에서 개최된 1974년 FIFA 월드컵 예선 당시 국가대표팀의 일원으로 활약했으며, 1976년 선수 은퇴를 선언하였다.
이후 평양시체육단의 감독을 거쳐 1986년 조선민주주의인민공화국 국가체육위원회의 부서기장을 역임했으며, 1990년 조선민주주의인민공화국 축구 국가대표팀의 단장으로 임명되었다. 또한 1990년 서울특별시에서 개최된 '남북 통일축구대회'에 조선민주주의인민공화국 축구 협회의 상무위원 자격으로 참가했으며, 1991년 FIFA 세계 청소년 축구 선수권 대회에 참여할 남북 단일팀이 확정되자 조선민주주의인민공화국 측의 임원으로 합류하였다. 그리고 1992년 국가대표팀의 코치를 맡았으며, 공석이 된 감독 자리를 메우기 위해 감독 대행으로 1993년 동아시아 경기 대회를 지휘해 팀을 대회 준우승으로 이끌었다. 하지만 1994년 FIFA 월드컵 예선 당시 최종 예선에 진출했으나 일본과의 경기에서 0-3으로 패한 데 이어 대한민국과의 최종 예선 마지막 경기에서도 0-3으로 패배하는 등 좋지 않은 성과를 내었으며, 이로 인해 상부와의 갈등을 빚다가 1994년 아시안 게임 당시 국가대표팀의 기술고문으로 참여한 것을 마지막으로 해임되어 한때 평양체육기구공장의 노동자로 일했다.
그 뒤 1998년 개인의 신변에 변화를 사유로 일부 가족들과 함께 탈북한 뒤 중화인민공화국을 거쳐 1999년 4월 대한민국으로 귀순했으며, 망명 이후 서울특별시에서 거주하며 이후 2000년 한국프로축구연맹의 경기분과위원으로 위촉되어 1년동안 활동했으며, 그 해 K리그 올스타전에서 시축을 맡기도 했다. 그 뒤 2006년 FIFA 월드컵 예선 당시 일본 대표팀이 조선민주주의인민공화국 대표팀과 같은 조에 편성되자 일본 언론의 취재를 받기도 했다.
이후 2017년 12월 8일 세상을 떠났으며, 유해는 경기도 파주시 동화경모공원의 묘지에 안장되었다.

## 기타
2003년 탈북해 2004년 대한민국으로 귀순한 문기남과는 절친 사이이며, 이외에 리정만, 윤정수, 김광민, 김정훈 등과 친분이 있다.
1950년 한국 전쟁 당시 아버지가 월남해 이별했으며, 이후 1992년 열린 AFC U-17 축구 선수권 대회 직후 싱가폴에서 재회하였다. 그 뒤 1999년 윤명찬이 대한민국으로 귀순해 함께 살게 되었다.
가수 중에서는 태진아를 좋아하는 것으로 알려져 있다.